# Человек с аккордеоном
«Челове́к с аккордео́ном» — советский драматический художественный фильм режиссёра Николая Досталя,  по мотивам одноимённой повести А. Макарова «Человек с аккордеоном» (1974), снятый в 1985 году.
Премьера состоялась в сентябре 1985 года.

## Сюжет
С первых дней войны Дмитрий Громцев (Валерий Золотухин), артист московской оперетты, ушёл добровольцем на фронт, был тяжело ранен, и не смог вернуться к любимой профессии музыканта.
1949 год. Дмитрий окончил финансовый институт и начал обустраивать свою жизнь. Но любовь к задушевной русской песне и желание дарить людям радость оказываются сильнее драматических обстоятельств... Однажды, на свадьбе, на которой он играл на аккордеоне, Дмитрий встречает свою давнюю знакомую, которая замужем, и понимает, что она является его судьбой.
Ему встречается знакомый, который предлагает стать его импресарио. Начинается бурная жизнь «музыканта по вызову» — бесконечная череда свадеб, юбилеев, и прочих праздников, на которых его непременно хотят видеть и буквально «рвут на части».
При этом Дмитрий считает что заслуживает большей, более солидной, аудитории, и начинает делать и свои сольные выступления в театре...

## В ролях
- Валерий Золотухин — Дмитрий Громцев, артист московской оперетты
- Ирина Алфёрова — Лена (Лёля) Глан
- Арина Алейникова — мать Дмитрия
- Владимир Сошальский — Савелий Михайлович
- Михаил Пуговкин — дядя Коля, сосед, Дмитрия
- Сергей Милованов — Савка, хулиган
- Елена Плетнёва — Тамара Новгородская, красавица
- Станислав Садальский — Костя Ёлкин
- Любовь Малиновская — тётя Феня, дворничиха
- Евгений Евстигнеев — Ива Северинович Лопатин, известный гомеопат
- Сергей Колесников — сын Лопатина, жених Лёли
- Ирина Шмелёва — Нина Воробьёва, однокурсница Дмитрия Громцева
- Антон Голубев — Коля Приходько, жених
- Людмила Иванова — мать Коли Приходько
- Сергей Реусенко — Аркаша Карасев, однополчанин Громцева
- Николай Аверюшкин — ведущий концерта